# 腫瘤幹細胞
癌症幹細胞（英語：Cancer Stem Cell），又稱癌幹細胞、腫瘤幹細胞，是指具有幹細胞性質的癌細胞，也就是具有“自我複製”（self-renewal）以及“具有多細胞分化”（differentiation）等能力。通常這類的細胞被認為有形成腫瘤，發展成癌症的潛力，當此類細胞由腫瘤組織脫落進入循環系統後，由於其具備形成新腫瘤的能力，將可導致癌症的遠端轉移(Metastasis)。
腫瘤內許多的細胞，其實只有一群細胞具有永生不死、持續分裂、分化的能力，而這些細胞，就稱為癌症幹細胞。

## 治療
癌症幹細胞被認為是造成癌症轉移、復發，或是腫瘤對於化療、放射性療法產生抗性的主因。目前針對這個理論，學者希望研究出針對癌症幹細胞的療法，能夠專一性地殺死癌症幹細胞，以降低腫瘤產生抗藥性或是轉移的現象。
目前的癌症療法都是基於動物實驗的結果，目前的認知是只要癌症療法能將動物身上的腫瘤有效地縮小，就會被認為有其療效，然而要將實驗結果對照到人體醫療上仍有相當大的差距。比如說，以小鼠為例，生活週期很難超過兩年，如此短的生活週期無法提供癌症復發的動物模型可供研究。
而癌症幹細胞的理論認為，因為現行的治療都無法專一性的針對癌症幹細胞，而癌症幹細胞在腫瘤裡其實只佔一小部分，只要化療、放射性療法沒有殺死所有的癌症幹細胞，就會有抗藥性或是復發的風險出現。

## 相關連結

若針對癌幹細胞做治療，則可抑制腫瘤；若針對腫瘤細胞做治療，則續存的癌幹細胞仍會發展成腫瘤

- "Cancer Stem Cell Scientific Literature Review", UMDNJ Stem Cell Research and Regenerative Medicine, 2006-06-17
- "Stem cells may cause some forms of bone cancer" （页面存档备份，存于）, News-Medical.Net, 2005-12-07
- "The Bad Seed: Rare stem cells appear to drive cancers" （页面存档备份，存于）, Science News Online, 2004-03-20
- "The Real Problem in Breast Tumors: Cancer Stem Cells" （页面存档备份，存于）, Genome News Network, 2003-03-07
- Stem Cell and Cord Blood information database